# 1951-es indianapolisi 500
A 35. alkalommal megrendezett indianapolisi 500 mérföldes verseny volt az AAA National Championship első futama. A versenyt május 30-án rendezték meg.

## Időmérő
| Poz. | Versenyző (Csapat)                          | Köridő   |
| ---- | ------------------------------------------- | -------- |
| 1    | Duke Nalon (Kurtis Kraft/Novi)              | 4:23.740 |
| 2    | Lee Wallard (Kurtis Kraft/Offenhauser)      | 4:26.590 |
| 3    | Jack McGrath (Kurtis Kraft/Offenhauser)     | 4:28.500 |
| 4    | Duane Carter (Deidt/Offenhauser)            | 4:29.160 |
| 5    | Mauri Rose (Deidt/Offenhauser)              | 4:29.820 |
| 6    | Troy Ruttman (Kurtis Kraft/Offenhauser)     | 4:32.080 |
| 7    | Mike Nazaruk (Kurtis Kraft/Offenhauser)     | 4:32.350 |
| 8    | Johnnie Parsons (Kurtis Kraft/Offenhauser)  | 4:32.410 |
| 9    | Tony Bettenhausen (Deidt/Offenhauser)       | 4:32.830 |
| 10   | Cecil Green (Kurtis Kraft/Offenhauser)      | 4:32.950 |
| 11   | Fred Agabashian (Kurtis Kraft/Offenhauser)  | 4:26.610 |
| 12   | Sam Hanks (Kurtis Kraft/Offenhauser)        | 4:30.680 |
| 13   | Walt Brown (Kurtis Kraft/Offenhauser)       | 4:32.920 |
| 14   | Walt Faulkner (Kuzma/Offenhauser)           | 4:23.020 |
| 15   | Carl Scarborough (Kurtis Kraft/Offenhauser) | 4:25.460 |
| 16   | Bill Schindler (Kurtis Kraft/Offenhauser)   | 4:28.590 |
| 17   | Henry Banks (Moore/Offenhauser)             | 4:28.860 |
| 18   | Cliff Griffith (Kurtis Kraft/Offenhauser)   | 4:28.980 |
| 19   | Chuck Stevenson (Marchese/Offenhauser)      | 4:29.130 |
| 20   | Bill Vukovich (Trevis/Offenhauser)          | 4:29.210 |
| 21   | George Connor (Lesovsky/Offenhauser)        | 4:29.960 |
| 22   | Gene Force (Kurtis Kraft/Offenhauser)       | 4:30.470 |
| 23   | Mack Hellings (Deidt/Offenhauser)           | 4:30.830 |
| 24   | Carl Forberg (Kurtis Kraft/Offenhauser)     | 4:30.900 |
| 25   | Rodger Ward (Bromme/Offenhauser)            | 4:26.930 |
| 26   | Johnny McDowell (Maserati/Offenhauser)      | 4:31.750 |
| 27   | Jimmy Davies (Pawl/Offenhauser)             | 4:29.630 |
| 28   | Chet Miller (Kurtis Kraft/Novi)             | 4:25.100 |
| 29   | Bobby Ball (Schroeder/Offenhauser)          | 4:28.460 |
| 30   | Joe James (Watson/Offenhauser)              | 4:28.820 |
| 31   | Andy Linden (Sherman/Offenhauser)           | 4:32.260 |
| 32   | Duke Dinsmore (Schroeder/Offenhauser)       | 4:32.780 |
| 33   | Bill Mackey (Hall/Offenhauser)              | 4:33.820 |

## Futam[1]
A versenyen mindössze nyolcan értek célba, a kiesők között volt többek között a pole-ból induló Duke Nalon is. A győztes Lee Wallard közel 2 perces előnnyel nyerte a futamot, a nyolcadik, utolsó célba érkező versenyző, Duane Carter pedig 20 körös hátránnyal fejezte be a viadalt. A verseny közben történt egy szerencsés kimenetelű baleset is, amikor a háromszoros Indy 500-győztes Mauri Rose autójának egyik kereke leszakadt, és nagy sebességgel kicsúszott a pályáról. A pilóta sértetlenül megúszta az esetet.

### A futam végeredménye
| Helyezés | Rajthely | Rajtszám | Versenyző                | Gyártó                   | Átlag seb. | Start | Körök száma | Élen | Idő/Kiesés oka      | Pont |
| -------- | -------- | -------- | ------------------------ | ------------------------ | ---------- | ----- | ----------- | ---- | ------------------- | ---- |
| 1        | 2        | 99       | Lee Wallard              | Kurtis Kraft-Offenhauser | 135.03     | 5     | 200         | 159  | 3:57:38.05          | 9    |
| 2        | 7        | 83       | Mike Nazaruk             | Kurtis Kraft-Offenhauser | 132.18     | 26    | 200         | 0    | + 1:47.24           | 6    |
| 3        | 3        | 9        | Jack McGrath Manny Ayulo | Kurtis Kraft-Offenhauser | 134.3      | 8     | 200         | 11   | + 2:51.39           | 2    |
| 4        | 31       | 57       | Andy Linden              | Sherman-Offenhauser      | 132.22     | 25    | 200         | 0    | + 4:40.12           | 3    |
| 5        | 29       | 52       | Bobby Ball               | Schroeder-Offenhauser    | 134.09     | 9     | 200         | 0    | + 4:52.23           | 2    |
| 6        | 17       | 1        | Henry Banks              | Moore-Offenhauser        | 133.89     | 12    | 200         | 0    | + 5:40.02           |      |
| 7        | 24       | 68       | Carl Forberg             | Kurtis Kraft-Offenhauser | 132.89     | 22    | 193         | 0    | + 7 Kör             |      |
| 8        | 4        | 27       | Duane Carter             | Deidt-Offenhauser        | 133.74     | 15    | 180         | 0    | + 20 Kör            |      |
| 9        | 9        | 5        | Tony Bettenhausen        | Deidt-Offenhauser        | 131.95     | 29    | 178         | 0    | Félelem             |      |
| 10       | 1        | 18       | Duke Nalon               | Kurtis Kraft-Novi        | 136.49     | 2     | 151         | 0    | Visszavonult        |      |
| 11       | 22       | 69       | Gene Force               | Kurtis Kraft-Offenhauser | 133.1      | 20    | 142         | 0    | Motorhiba           |      |
| 12       | 12       | 25       | Sam Hanks                | Kurtis Kraft-Offenhauser | 132.99     | 21    | 135         | 0    | Motorhiba           |      |
| 13       | 16       | 10       | Bill Schindler           | Kurtis Kraft-Offenhauser | 134.03     | 11    | 129         | 0    | Motorhiba           |      |
| 14       | 5        | 16       | Mauri Rose               | Deidt-Offenhauser        | 133.42     | 18    | 126         | 0    | Baleset             |      |
| 15       | 14       | 2        | Walt Faulkner            | Kuzma-Offenhauser        | 136.87     | 1     | 123         | 0    | Motorhiba           |      |
| 16       | 27       | 76       | Jimmy Davies             | Pawl-Offenhauser         | 133.51     | 17    | 110         | 25   | Tengely             |      |
| 17       | 11       | 59       | Fred Agabashian          | Kurtis Kraft-Offenhauser | 135.02     | 6     | 109         | 0    | Kuplung             |      |
| 18       | 15       | 73       | Carl Scarborough         | Kurtis Kraft-Offenhauser | 135.61     | 4     | 93          | 0    | Tűz                 |      |
| 19       | 33       | 71       | Bill Mackey              | Hall-Offenhauser         | 131.47     | 32    | 97          | 0    | Kuplung             |      |
| 20       | 19       | 8        | Chuck Stevenson          | Marchese-Offenhauser     | 133.76     | 14    | 93          | 0    | Tűz                 |      |
| 21       | 8        | 3        | Johnnie Parsons          | Kurtis Kraft-Offenhauser | 132.15     | 27    | 87          | 0    | Elektromágnes       |      |
| 22       | 10       | 4        | Cecil Green              | Kurtis Kraft-Offenhauser | 131.89     | 31    | 80          | 5    | Motorhiba           |      |
| 23       | 6        | 98       | Troy Ruttman             | Kurtis Kraft-Offenhauser | 132.31     | 24    | 78          | 0    | Motorhiba           |      |
| 24       | 32       | 6        | Duke Dinsmore            | Schroeder-Offenhauser    | 131.97     | 28    | 73          | 0    | Túlmelegedés        |      |
| 25       | 28       | 32       | Chet Miller              | Kurtis Kraft-Novi        | 135.79     | 3     | 56          | 0    | Gyújtás             |      |
| 26       | 13       | 44       | Walt Brown               | Kurtis Kraft-Offenhauser | 131.9      | 30    | 55          | 0    | Elektromágnes       |      |
| 27       | 25       | 48       | Rodger Ward              | Bromme-Offenhauser       | 134.86     | 7     | 34          | 0    | Olajcső             |      |
| 28       | 18       | 23       | Cliff Griffith           | Kurtis Kraft-Offenhauser | 133.83     | 13    | 30          | 0    | Tengely             |      |
| 29       | 20       | 81       | Bill Vukovich            | Trevis-Offenhauser       | 133.72     | 16    | 29          | 0    | Olaj szivárgás      |      |
| 30       | 21       | 22       | George Connor            | Lesovsky-Offenhauser     | 133.35     | 19    | 29          | 0    | Erőátvitel          |      |
| 31       | 23       | 19       | Mack Hellings            | Deidt-Offenhauser        | 123.92     | 33    | 18          | 0    | Motorhiba           |      |
| 32       | 26       | 12       | Johnny McDowell          | Maserati-Offenhauser     | 132.47     | 23    | 15          | 0    | Üzemanyag szivárgás |      |
| 33       | 30       | 26       | Joe James                | Watson-Offenhauser       | 134.09     | 10    | 8           | 0    | Erőátvitel          |      |

### Statisztikák
Versenyen vezettek: Lee Wallard 165 kör (1/5-6/17-59/82-200), Jack McGrath 12 kör (2-3/7-16), Cecil Green 5 kör (4/78-81), Jimmy Davis 18 kör (60-77).
- Lee Wallard 1. győzelme (203,169 km/h)
- Kurtis Kraft 2. győzelme